# Italijansko nogometno prvenstvo 1921-22 (F.I.G.C.)
Italijansko nogometno prvenstvo 1921-22.
Zmagovalna ekipa je bila U.S. Novese.

## Predligaške kvalifikacije

### Veneto
| Ekipa #1 | Rez. | Ekipa #2 |
| -------- | ---- | -------- |
| Dolo     | 1-5  | Treviso  |

### Toskana
| Ekipa #1            | Rez. | Ekipa #2  |
| ------------------- | ---- | --------- |
| Giovanni Gerbi Pisa | 1-3  | Viareggio |

### Rezultati
Treviso in Viareggio sta bili sprejeti v 1a Categoria.

## Kvalifikacije

### Piedmont

#### Razvrstitev
|    | Ekipa                    | Točke | GP | W | D | L | GF | GA | +/- | Opombe             |
| -- | ------------------------ | ----- | -- | - | - | - | -- | -- | --- | ------------------ |
| 1. | Novese                   | 14    | 8  | 6 | 2 | 0 | 18 | 1  | +17 | Se uvrstila naprej |
| 2. | U.S. Torinese            | 9     | 8  | 3 | 3 | 2 | 7  | 9  | -2  |                    |
| 3. | Pastore Torino           | 8     | 8  | 2 | 4 | 2 | 7  | 10 | -3  |                    |
| 4. | Valenzana                | 5     | 8  | 2 | 1 | 5 | 8  | 12 | -4  |                    |
| 5. | G.C. Cappuccini Vercelli | 4     | 8  | 1 | 2 | 5 | 6  | 14 | -8  |                    |

#### Tabela rezultatov
Domače ekipe so navedene v levem stolpcu, medtem ko so gostujoče v zgornji vrstici.
|                 | G.C. Cappuccini | Novese | Pastore | US Torinese | Valenzana |
| --------------- | --------------- | ------ | ------- | ----------- | --------- |
| G.C. Cappuccini |                 | 0-2    | 2-2     | 1-1         | 2-0       |
| Novese          | 2-0(*)          |        | 4-0     | 2-0         | 1-0       |
| Pastore         | 1-0             | 0-0    |         | 0-0         | 3-2       |
| US Torinese     | 3-0             | 0-6    | 0-0     |             | 2-0       |
| Valenzana       | 3-1             | 1-1    | 2-1     | 0-1         |           |

(*) Predaja.

### Ligurija

#### Razvrstitev
|    | Ekipa           | Točke | GP | W | D | L | GF | GA | +/- | Opombe             |
| -- | --------------- | ----- | -- | - | - | - | -- | -- | --- | ------------------ |
| 1. | Sampierdarenese | 18    | 10 | 8 | 2 | 0 | 25 | 7  | +18 | Se uvrstila naprej |
| 2. | Speranza Savona | 12    | 10 | 5 | 2 | 3 | 17 | 17 | 0   |                    |
| 3. | Rivarolese      | 10    | 10 | 4 | 2 | 4 | 13 | 13 | 0   |                    |
| 4. | Sestrese        | 8     | 10 | 3 | 2 | 5 | 17 | 13 | +4  |                    |
| 5. | S.P.E.S. Genova | 7     | 10 | 3 | 1 | 6 | 11 | 20 | -9  |                    |
| 6. | G.C. Genova     | 5     | 10 | 2 | 1 | 7 | 9  | 22 | -13 |                    |

#### Tabela rezultatov
Domače ekipe so navedene v levem stolpcu, medtem ko so gostujoče v zgornji vrstici.
|                 | G.C. Genova | Rivarolese | Sampierdarenese | Sestrese | Speranza SA | Spes GE |
| --------------- | ----------- | ---------- | --------------- | -------- | ----------- | ------- |
| G.C. Genova     |             | 0-2        | 1-4             | 0-5      | 1-2         | 3-0     |
| Rivarolese      | 1-0         |            | 2-2             | 0-0      | 1-2         | 2-0     |
| Sampierdarenese | 5-1         | 3-1        |                 | 1-0      | 2-0         | 2-1     |
| Sestrese        | 0-1         | 1-2        | 1-4             |          | 5-0         | 2-4     |
| Speranza SA     | 2-1         | 4-2        | 0-0             | 1-1      |             | 3-0     |
| Spes GE         | 1-1         | 1-0        | 0-2             | 0-2      | 4-3         |         |

### Lombardija

#### Skupina A
Razvrstitev
|    | Ekipa   | Točke | GP | W | D | L | GF | GA | +/- | Opombe             |
| -- | ------- | ----- | -- | - | - | - | -- | -- | --- | ------------------ |
| 1. | Como    | 9     | 6  | 4 | 1 | 1 | 20 | 8  | +12 | Se uvrstila naprej |
| 2. | Chiasso | 8     | 6  | 2 | 4 | 0 | 11 | 5  | +6  |                    |
| 3. | Saronno | 6     | 6  | 2 | 2 | 2 | 7  | 8  | -1  |                    |
| 4. | Varese  | 1     | 6  | 0 | 1 | 5 | 7  | 24 | -17 |                    |

Tabela rezultatov
Domače ekipe so navedene v levem stolpcu, medtem ko so gostujoče v zgornji vrstici.
|         | Chiasso | Como | Saronno | Varese |
| ------- | ------- | ---- | ------- | ------ |
| Chiasso |         | 2-0  | 0-0     | 4-0    |
| Como    | 2-2     |      | 4-1     | 7-2    |
| Saronno | 1-1     | 0-1  |         | 4-2    |
| Varese  | 2-2     | 1-6  | 0-1     |        |

#### Skupina B
Razvrstitev
|    | Ekipa       | Točke | GP | W | D | L | GF | GA | +/- | Opombe             |
| -- | ----------- | ----- | -- | - | - | - | -- | -- | --- | ------------------ |
| 1. | Cremonese   | 10    | 6  | 4 | 2 | 0 | 11 | 5  | +6  | Se uvrstila naprej |
| 2. | Trevigliese | 7     | 6  | 3 | 1 | 2 | 9  | 10 | -1  |                    |
| 3. | Atalanta    | 6     | 6  | 3 | 0 | 3 | 9  | 14 | -5  |                    |
| 4. | Stelvio     | 1     | 6  | 0 | 1 | 5 | 5  | 13 | -8  |                    |

Tabela rezultatov
Domače ekipe so navedene v levem stolpcu, medtem ko so gostujoče v zgornji vrstici.
|             | Atalanta | Cremonese | Stelvio | Trevigliese |
| ----------- | -------- | --------- | ------- | ----------- |
| Atalanta    |          | 1-2       | 3-2     | 3-2         |
| Cremonese   | 7-0      |           | 1-1     | 5-2         |
| Stelvio     | 0-2      | 0-3       |         | 1-2         |
| Trevigliese | 1-0      | 0-0       | 2-1     |             |

#### Skupina C
Razvrstitev
|    | Ekipa            | Točke | GP | W | D | L | GF | GA | +/- | Opombe             |
| -- | ---------------- | ----- | -- | - | - | - | -- | -- | --- | ------------------ |
| 1. | Enotria Goliardo | 10    | 6  | 4 | 2 | 0 | 12 | 7  | +5  | Se uvrstila naprej |
| 2. | Monza            | 5     | 6  | 2 | 1 | 3 | 10 | 11 | -1  |                    |
| 2. | Juventus Italia  | 5     | 6  | 2 | 1 | 3 | 9  | 12 | -3  |                    |
| 4. | Casteggio        | 4     | 6  | 2 | 0 | 4 | 8  | 9  | -1  |                    |

Tabela rezultatov
Domače ekipe so navedene v levem stolpcu, medtem ko so gostujoče v zgornji vrstici.
|             | Casteggio | Enotria G. | Juv. Italia | Monza |
| ----------- | --------- | ---------- | ----------- | ----- |
| Casteggio   |           | 0-2        | 1-0         | 4-1   |
| Enotria G.  | 3-2       |            | 1-0         | 1-1   |
| Juv. Italia | 2-1       | 3-3        |             | 1-0   |
| Monza       | 1-0       | 1-2        | 6-3         |       |

#### Skupina D
Razvrstitev
|    | Ekipa                   | Točke | GP | W | D | L | GF | GA | +/- | Opombe             |
| -- | ----------------------- | ----- | -- | - | - | - | -- | -- | --- | ------------------ |
| 1. | Esperia Como            | 7     | 6  | 3 | 1 | 2 | 8  | 4  | +4  | Se uvrstila naprej |
| 2. | Pavia                   | 6     | 6  | 2 | 2 | 2 | 6  | 6  | 0   |                    |
| 2. | Pro Patria et Libertate | 6     | 6  | 2 | 2 | 2 | 5  | 7  | -2  |                    |
| 4. | Libertas Milano         | 5     | 6  | 2 | 1 | 3 | 5  | 7  | -2  |                    |

Tabela rezultatov
Domače ekipe so navedene v levem stolpcu, medtem ko so gostujoče v zgornji vrstici.
|             | Esperia CO | Libertas MI | Pavia | Pro Patria |
| ----------- | ---------- | ----------- | ----- | ---------- |
| Esperia CO  |            | 1-0         | 2-0   | 4-1        |
| Libertas MI | 2-1        |             | 1-1   | 0-2        |
| Pavia       | 1-0        | 1-2         |       | 2-0        |
| Pro Patria  | 0-0        | 1-0         | 1-1   |            |

#### Finalni krog
Razvrstitev
|    | Ekipa            | Točke | GP | W | D | L | GF | GA | +/- | Opombe             |
| -- | ---------------- | ----- | -- | - | - | - | -- | -- | --- | ------------------ |
| 1. | Esperia Como     | 9     | 6  | 4 | 1 | 1 | 11 | 6  | +5  | Se uvrstila naprej |
| 2. | Cremonese        | 6     | 6  | 3 | 0 | 3 | 12 | 9  | +3  |                    |
| 3. | Como             | 5     | 6  | 2 | 1 | 3 | 7  | 8  | -1  |                    |
| 4. | Enotria Goliardo | 4     | 6  | 2 | 0 | 4 | 6  | 13 | -7  |                    |

Tabela rezultatov
Domače ekipe so navedene v levem stolpcu, medtem ko so gostujoče v zgornji vrstici.
|            | Como | Cremonese | Enotria G. | Esperia CO |
| ---------- | ---- | --------- | ---------- | ---------- |
| Como       |      | 2-0       | 4-1        | 0-3        |
| Cremonese  | 2-0  |           | 3-0        | 6-3        |
| Enotria G. | 2-1  | 3-1       |            | 0-2        |
| Esperia CO | 0-0  | 1-0       | 2-0        |            |

### Veneto

#### Razvrstitev
|    | Ekipa            | Točke | GP | W | D | L | GF | GA | +/- | Opombe             |
| -- | ---------------- | ----- | -- | - | - | - | -- | -- | --- | ------------------ |
| 1. | Petrarca Padova  | 14    | 10 | 6 | 2 | 2 | 19 | 14 | +5  | Se uvrstila naprej |
| 2. | Udinese          | 12    | 10 | 4 | 4 | 2 | 17 | 8  | +11 |                    |
| 3. | Bentegodi Verona | 9     | 10 | 3 | 3 | 4 | 24 | 17 | +7  |                    |
| 3. | Treviso          | 9     | 10 | 3 | 3 | 4 | 10 | 19 | -9  |                    |
| 5. | Legnaghese       | 8     | 10 | 2 | 4 | 4 | 11 | 15 | -4  |                    |
| 5. | Schio            | 8     | 10 | 2 | 4 | 4 | 12 | 20 | -8  |                    |

#### Tabela rezultatov
Domače ekipe so navedene v levem stolpcu, medtem ko so gostujoče v zgornji vrstici.
|            | Bentegodi | Legnaghese | Petrarca | Schio | Treviso | Udinese |
| ---------- | --------- | ---------- | -------- | ----- | ------- | ------- |
| Bentegodi  |           | 1-2        | 1-1      | 3-1   | 8-1     | 0-3     |
| Legnaghese | 3-2       |            | 1-2      | 2-2   | 1-2     | 0-0     |
| Petrarca   | 3-2       | 2-0        |          | 5-2   | 2-0     | 2-1     |
| Schio      | 0-4       | 1-1        | 2-1      |       | 2-1     | 1-1     |
| Treviso    | 1-1       | 1-1        | 0-0      | 2-1   |         | 2-1     |
| Udinese    | 2-2       | 2-0        | 5-1      | 0-0   | 2-0     |         |

### Emilia-Romagna

#### Skupina A
Razvrstitev
|    | Ekipa          | Točke | GP | W | D | L | GF | GA | +/- | Opombe             |
| -- | -------------- | ----- | -- | - | - | - | -- | -- | --- | ------------------ |
| 1. | Piacenza       | 6     | 4  | 2 | 2 | 0 | 10 | 4  | +6  | Se uvrstila naprej |
| 2. | Parma          | 5     | 4  | 2 | 1 | 1 | 6  | 4  | +2  | Se uvrstila naprej |
| 3. | U.S. Mantovana | 1     | 4  | 0 | 1 | 3 | 3  | 11 | -8  |                    |

Tabela rezultatov
Domače ekipe so navedene v levem stolpcu, medtem ko so gostujoče v zgornji vrstici.
|              | Parma | Piacenza | US Mantovana |
| ------------ | ----- | -------- | ------------ |
| Parma        |       | 2-2      | 2-0          |
| Piacenza     | 1-0   |          | 5-0          |
| US Mantovana | 1-2   | 2-2      |              |

#### Skupina B
Razvrstitev
|    | Ekipa          | Točke | GP | W | D | L | GF | GA | +/- | Opombe             |
| -- | -------------- | ----- | -- | - | - | - | -- | -- | --- | ------------------ |
| 1. | Virtus Bologna | 7     | 6  | 2 | 3 | 1 | 8  | 4  | +4  | Se uvrstila naprej |
| 2. | S.P.A.L.       | 6     | 6  | 1 | 4 | 1 | 4  | 1  | +3  | Se uvrstila naprej |
| 2. | Carpi          | 6     | 6  | 2 | 2 | 2 | 5  | 4  | +1  |                    |
| 4. | Reggiana       | 5     | 6  | 2 | 1 | 3 | 5  | 13 | -8  |                    |

Tabela rezultatov
Domače ekipe so navedene v levem stolpcu, medtem ko so gostujoče v zgornji vrstici.
|           | Carpi | Reggiana | Spal | Virtus BO |
| --------- | ----- | -------- | ---- | --------- |
| Carpi     |       | 3-1      | 0-0  | 2-1       |
| Reggiana  | 1-0   |          | 1-0  | 0-4       |
| Spal      | 0-0   | 4-0      |      | 0-0       |
| Virtus BO | 1-0   | 2-2      | 0-0  |           |

#### Finalni krog
Razvrstitev
|    | Ekipa          | Točke | GP | W | D | L | GF | GA | +/- | Opombe             |
| -- | -------------- | ----- | -- | - | - | - | -- | -- | --- | ------------------ |
| 1. | S.P.A.L.       | 9     | 6  | 3 | 3 | 0 | 12 | 5  | +7  | Se uvrstila naprej |
| 2. | Virtus Bologna | 8     | 6  | 3 | 2 | 1 | 10 | 5  | +5  |                    |
| 3. | Parma          | 4     | 6  | 1 | 2 | 3 | 8  | 13 | -5  |                    |
| 4. | Piacenza       | 3     | 6  | 1 | 1 | 4 | 7  | 14 | -7  |                    |

Tabela rezultatov
Domače ekipe so navedene v levem stolpcu, medtem ko so gostujoče v zgornji vrstici.
|           | Parma  | Piacenza | Spal | Virtus BO |
| --------- | ------ | -------- | ---- | --------- |
| Parma     |        | 4-1      | 2-2  | 2-2       |
| Piacenza  | 3-0    |          | 2-2  | 1-2       |
| Spal      | 2-0(*) | 4-0      |      | 1-0       |
| Virtus BO | 3-0    | 2-0      | 1-1  |           |

(*) Predaja.

### Toskana

#### Razvrstitev
|    | Ekipa            | Točke | GP | W | D | L | GF | GA | +/- | Opombe             |
| -- | ---------------- | ----- | -- | - | - | - | -- | -- | --- | ------------------ |
| 1. | Pro Livorno      | 15    | 10 | 7 | 1 | 2 | 22 | 8  | +14 | Se uvrstila naprej |
| 2. | Lucca            | 13    | 10 | 5 | 3 | 2 | 25 | 10 | +15 |                    |
| 3. | Libertas Firenze | 12    | 10 | 5 | 2 | 3 | 11 | 16 | -5  |                    |
| 4. | Viareggio        | 11    | 10 | 5 | 1 | 4 | 18 | 16 | +2  |                    |
| 5. | Prato            | 5     | 10 | 1 | 3 | 6 | 10 | 18 | -8  |                    |
| 6. | Firenze          | 4     | 10 | 1 | 2 | 7 | 6  | 24 | -18 |                    |

#### Tabela rezultatov
Domače ekipe so navedene v levem stolpcu, medtem ko so gostujoče v zgornji vrstici.
|             | Firenze | Libertas FI | Lucca | Prato | Pro Livorno | Viareggio |
| ----------- | ------- | ----------- | ----- | ----- | ----------- | --------- |
| Firenze     |         | 0-1         | 1-1   | 2-1   | 1-1         | 1-2       |
| Libertas FI | 2-0     |             | 0-0   | 1-1   | 1-0         | 2-0       |
| Lucca       | 8-0     | 6-0         |       | 1-0   | 4-2         | 2-0       |
| Prato       | 3-0     | 0-3         | 1-1   |       | 0-2         | 1-3       |
| Pro Livorno | 2-0     | 6-0         | 2-0   | 3-1   |             | 3-1       |
| Viareggio   | 3-1     | 3-1         | 4-2   | 2-2   | 0-1         |           |

### Polfinale

#### Skupina A

##### Razvrstitev
|    | Ekipa           | Točke | GP | W | D | L | GF | GA | +/- | Opombe             |
| -- | --------------- | ----- | -- | - | - | - | -- | -- | --- | ------------------ |
| 1. | Novese          | 7     | 4  | 3 | 1 | 0 | 12 | 4  | +8  | Se uvrstila naprej |
| 2. | Petrarca Padova | 4     | 4  | 1 | 2 | 1 | 5  | 5  | 0   |                    |
| 3. | Pro Livorno     | 1     | 4  | 0 | 1 | 3 | 3  | 11 | -8  |                    |

##### Tabela rezultatov
Domače ekipe so navedene v levem stolpcu, medtem ko so gostujoče v zgornji vrstici.
|             | Novese | Petrarca | Pro Livorno |
| ----------- | ------ | -------- | ----------- |
| Novese      |        | 1-1      | 3-0         |
| Petrarca    | 1-3    |          | 1-1         |
| Pro Livorno | 2-5    | 0-2      |             |

#### Skupina B

##### Razvrstitev
|    | Ekipa           | Točke | GP | W | D | L | GF | GA | +/- | Opombe             |
| -- | --------------- | ----- | -- | - | - | - | -- | -- | --- | ------------------ |
| 1. | Sampierdarenese | 5     | 4  | 2 | 1 | 1 | 4  | 3  | +1  | Se uvrstila naprej |
| 1. | S.P.A.L.        | 5     | 4  | 2 | 1 | 1 | 8  | 7  | +1  |                    |
| 3. | Esperia Como    | 2     | 4  | 0 | 2 | 2 | 6  | 8  | -2  |                    |

##### Tabela rezultatov
Domače ekipe so navedene v levem stolpcu, medtem ko so gostujoče v zgornji vrstici.
|                 | Esperia CO | Sampierdarenese | Spal |
| --------------- | ---------- | --------------- | ---- |
| Esperia CO      |            | 1-1             | 2-2  |
| Sampierdarenese | 1-0        |                 | 2-0  |
| Spal            | 4-3        | 2-0             |      |

##### Kvalifikacijska končnica
30. april 1922, Milano.
| Ekipa #1        | Rez.     | Ekipa #2 |
| --------------- | -------- | -------- |
| Sampierdarenese | 2-1(pod) | S.P.A.L. |

## Državni finale
7. in 14. maj 1922.
| Team #1 | Agg. | Team #2 | 1st leg | 2nd leg |
| ------- | ---- | ------- | ------- | ------- |

| Sampierdarenese | 0-0 | Novese | 0-0 | 0-0 |

Povratna tekma
21. maj 1922, Cremona.
| Ekipa #1 | Rez.     | Ekipa #2        |
| -------- | -------- | --------------- |
| Novese   | 2-1(pod) | Sampierdarenese |